# Saint-Roch (Ferrières)
Pour les articles homonymes, voir Saint-Roch (homonymie).
Saint-Roch est un hameau du village de Ferrières, dans la province de Liège, en Belgique. Sis sur une légère élévation entre deux ruisseaux formant plus loin la Lembrée, le hameau reçut son nom du culte à saint Roch qui s'était développé au prieuré des moines de Saint-Guillaume à partir du XVIe siècle. Sis dans une clairière du bois de Xhoris. Saint-Roch et Xhoris font aujourd’hui administrativement partie de la commune de Ferrières, en Région wallonne de Belgique.

## Histoire
Un ermitage du XIIe siècle, chargé de recevoir les pèlerins traversant la forêt, s’appelle « Bernardfagne ». En 1227 il est confié aux moines de saint-Guillaume qui y établissent un prieuré. Le culte de saint Roch y est autorisé en 1521 par l’évêque de Liège. Quelques guérisons retentissantes attirent les pèlerins qui arrivent en grand nombre. Tous les ans, le 15 août, un large groupe de pèlerins part de Liège pour arriver le lendemain à Bernardfagne.
Au XVIIIe siècle le prieuré est devenu une florissante abbaye mosane avec portail monumental (1716) et bâtiments spacieux. Avec la révolution française les moines sont expulsés (1794). Les bâtiments sont confisqués et vendus comme biens nationaux. Le culte de saint Roch est interdit. Mais le saint a donné son nom au hameau.
En 1820 ce qui reste des bâtiments est repris en location par l’évêché de Liège qui y ouvre un petit-séminaire. Promptement fermé par Guillaume, le roi des Pays-Bas, il est rouvert (1837) après l’indépendance belge et fonctionne à nouveau comme petit séminaire depuis 1853. Le petit-séminaire devient « collège Saint-Roch » au début du XXIe siècle.
Une statue de saint Roch se trouve devant l’entrée du collège. Le culte de saint Roch et les pèlerinages n’ont pas repris, mais le nom du saint reste attaché au hameau peuplé presque exclusivement par le collège et ses dépendances.
L'ancien moulin de Saint-Roch (démantelé) se situait au bord de la Velle (ruisseau) à environ 500 m du collège.